# Magazinski
Magazinski was een Belgisch televisieprogramma van OP12. Het was een jongerenmagazine, met allerhande rubrieken, waaronder grappen van Henk Rijckaert, portretten van jongeren met een hoek af en een rubriek waarin BV's het leukste filmpje van de week kiezen. Het werd op maandag en vrijdag uitgezonden bij OP12 en op vrijdag herhaald op Canvas.
Het programma liep één seizoen (2012-2013).